# إشتفان هامار
إشتفان هامار (بالمجرية: Hamar István)‏ هو لاعب كرة قدم مجري في مركز الوسط، ولد في 6 أكتوبر 1970 في Tököl ‏ في المجر. شارك مع منتخب المجر لكرة القدم. أما مع النوادي، فقد لعب مع بيتار القدس وفانسبور ومكابي نتانيا ونادي بودابست هونفيد ونادي بودابست ونادي فاساس ونادي مول فيهيرفار.

## وصلات خارجية
- إشتفان هامار على موقع اتحاد تركيا (لاعب) (الإنجليزية)
- إشتفان هامار على موقع قاعدة بيانات كرة القدم.إي يو (الإنجليزية)
- إشتفان هامار على موقع ناشيونال فوتبول تيمز (الإنجليزية)
- إشتفان هامار على موقع Soccerbase.com (لاعب) (الإنجليزية)